# Raipur (Distrikt)
Raipur ist ein Distrikt im indischen Bundesstaat Chhattisgarh.
Die Fläche beträgt 12.383 km². Sitz der Verwaltung ist die gleichnamige Stadt Raipur.

## Geschichte
Der Distrikt gehörte bis 2000 zu Madhya Pradesh, als der neue Bundesstaat Chhattisgarh gegründet wurde. Im Distrikt Raipur befindet sich der Regierungssitz von Chhattisgarh.

## Bevölkerung
Die Einwohnerzahl lag bei 4.063.872 (2011). Die Bevölkerungswachstumsrate im Zeitraum von 2001 bis 2011 betrug 34,70 % und lag damit sehr hoch. Raipur hat ein Geschlechterverhältnis von 984 Frauen pro 1000 Männer und damit einen für Indien häufigen Männerüberschuss. Der Distrikt hatte 2011 eine Alphabetisierungsrate von 75,56 %, eine Steigerung um knapp 7 Prozentpunkte gegenüber dem Jahr 2001. Die Alphabetisierung liegt damit leicht über dem nationalen Durchschnitt. Knapp 95,5 % der Bevölkerung sind Hindus, ca. 2,5 % sind Muslime, ca. 0,6 % sind Christen, ca. 0,1 % sind Sikhs, und ca. 1,5 % gaben keine Religionszugehörigkeit an oder praktizierten andere Religionen. 14,4 % der Bevölkerung sind Kinder unter 6 Jahre. In der Region wird die Sprache Chhattisgarhi gesprochen.
Knapp 36,5 % der Bevölkerung leben in Städten. Die größte Stadt ist Raipur mit 1.010.433 Einwohnern.

## Wirtschaft

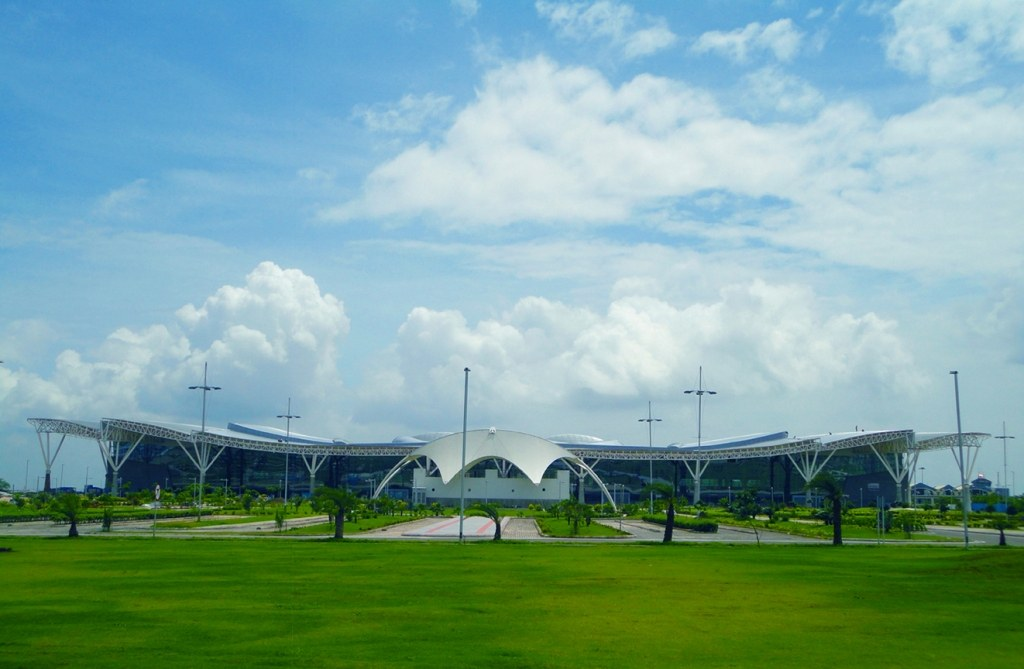
Flughafen Swami Vivekananda

Die Stadt Raipur ist ein regionales Wirtschaftszentrum in Zentralindien. Im Distrikt befindet sich der Flughafen Swami Vivekananda. Außerhalb der städtischen Teile dominiert die Landwirtschaft.